# Kubo Hideaki
Hideaki Kubo (sinh ngày 12 tháng 3 năm 1979) là một cầu thủ bóng đá người Nhật Bản.

## Sự nghiệp câu lạc bộ
Hideaki Kubo đã từng chơi cho Kyoto Purple Sanga.